# ديفيد كينيدي (منتج أفلام)
ديفيد كينيدي (بالإنجليزية: David Kennedy)‏ هو منتج أفلام أمريكي، ولد في 1941 في ستامفورد في الولايات المتحدة، وتوفي في 14 يونيو 2015 في لوس أنجلوس في الولايات المتحدة.

## وصلات خارجية
- دايفيد كينيدي على موقع IMDb (الإنجليزية)
- دايفيد كينيدي على موقع قاعدة بيانات الفيلم (الإنجليزية)